# Only Woman〜Best of Love Songs〜
『Only Woman 〜Best of Love Songs〜』（オンリー・ウーマン ベスト・オブ・ラヴ・ソングズ）は、日本の歌手中森明菜の非公認ベスト・アルバム。このアルバムは1994年5月18日にワーナーミュージック・ジャパンよりリリースされた(CD: WPC6-8040、CT: WPT6-8040)。

## 解説
中森が1993年にMCAビクターに移籍後リリースされた、前レーベルによる非公認ベスト・アルバム。ワーナー時代のシングル作に加え、MCAビクター移籍から2作目となるシングル『片想い/愛撫』の2曲も収録される。

## 収録曲
| #   | タイトル                             | 作詞       | 作曲           | 編曲     | 初収録                     |
| --- | ------------------------------------ | ---------- | -------------- | -------- | -------------------------- |
| 1.  | 「片想い」                           | 安井かずみ | 川口真         | 千住明   | 『歌姫』                   |
| 2.  | 「スローモーション」                 | 来生えつこ | 来生たかお     | 船山基紀 | 『プロローグ〈序幕〉』     |
| 3.  | 「セカンド・ラブ」                   | 来生えつこ | 来生たかお     | 萩田光雄 | 『ファンタジー〈幻想曲〉』 |
| 4.  | 「トワイライト -夕暮れ便り-」        | 来生えつこ | 来生たかお     | 萩田光雄 | 『BEST AKINA メモワール』  |
| 5.  | 「北ウイング」                       | 康珍化     | 林哲司         | 林哲司   | 『ANNIVERSARY』            |
| 6.  | 「SAND BEIGE -砂漠へ-」              | 許瑛子     | 都志見隆       | 井上鑑   | 『BEST』                   |
| 7.  | 「飾りじゃないのよ涙は」             | 井上陽水   | 井上陽水       | 萩田光雄 | 『BITTER AND SWEET』       |
| 8.  | 「サザン・ウインド」                 | 来生えつこ | 玉置浩二       | 瀬尾一三 | 『POSSIBILITY』            |
| 9.  | 「ミ・アモーレ〔Meu amor é…〕」      | 康珍化     | 松岡直也       | 松岡直也 | 『D404ME』                 |
| 10. | 「DESIRE -情熱-」                    | 阿木燿子   | 鈴木キサブロー | 椎名和夫 | 『CD'87』                  |
| 11. | 「TANGO NOIR」                       | 冬杜花代子 | 都志見隆       | 中村哲   | 『CD'87』                  |
| 12. | 「愛撫」                             | 松本隆     | 小室哲哉       | 小室哲哉 | 『UNBALANCE+BALANCE』      |
| 13. | 「LIAR」                             | 白峰美津子 | 和泉一弥       | 西平彰   | 『CRUISE』                 |
| 14. | 「ジプシー・クイーン」               |            |                |          | 『CD'87』                  |
| 15. | 「二人静 -「天河伝説殺人事件」より」 | 松本隆     | 関口誠人       | 井上鑑   | 『BEST III』               |
| 16. | 「駅」                               | 竹内まりや | 竹内まりや     | 椎名和夫 | 『CRIMSON                  |